# 출발! 경북대행진
출발! 경북대행진은 TBN 경북교통방송(포항 FM 103.5MHz, 울진 FM 103.7MHz)에서 평일 아침 7시부터 9시까지 방송되는 경북 동해안 지역의 출근길 아침 라디오 프로그램이다.

## 코너소개

### 매일 코너
- 만년과장 만호씨
- 기상,해상 및 교통정보
- 뉴스 & 이슈 (최영일 시사평론가)

### 요일 코너
- 월 
  - 라디오 온고지신(김영수 사학자)
  - 출발 패트롤(정진욱 리포터)
  - 응답하라 포항(김예진 리포터)
- 화 
  - 교통 뉴스
  - 호둥이의 교통이야기 (도로교통공단 경북지부 교수)
  - 출발 인터뷰
- 수
  - 환동해 포커스(독도재단 이상모 이사장)
  - 카톡 카톡(오토타임즈 안효문 기자)
  - 안전한 세상(생존21-도시재난연구소 우승엽소장)
- 목
  - 환경 이슈 (포항 환경연합 정침귀 사무국장, 경주 환경연합 이상홍 사무국장)
  - 자동차 이야기(황욱익 자동차 칼럼니스트)
  - 스포츠가 좋아요 (조성룡기자)
- 금
  - 임기상대표의 안전운전노하우(자동차10년타기 시민연합 임기상대표)
  - 경찰청 소식(경북지방경찰청 교통안전계 손보희/김인우 순경)
  - 뉴스활명수 (개그맨 장동국)